# 1967 en littérature de science-fiction
En 1967 la littérature de science-fiction a été marquée par les événements suivants.

## Romans
- Un jeu cruel de Robert Silverberg
- Seigneur de lumière de Roger Zelazny
- L'Intersection Einstein de Samuel R. Delany
- Un animal doué de raison de Robert Merle

## Recueils de nouvelles ou anthologies
- Dangereuses Visions d'Harlan Ellison
- Une rose pour l'ecclésiaste de Roger Zelazny

## Nouvelles
- La Foi de nos pères (Faith of Our Fathers), nouvelle de Philip K. Dick
- Un coup tu la vois (See Me Not), nouvelle de Richard Wilson
- La Boule de billard (The Billiard Ball), nouvelle d'Isaac Asimov
- Comment refaire Charlemagne (Thus We Frustrate Charlemagne), nouvelle de R. A. Lafferty
- Je n'ai pas de bouche et il faut que je crie (I Have No Mouth, and I Must Scream), nouvelle d'Harlan Ellison

## Bandes dessinées
- Le Rayon U, d'Edgar P. Jacobs, d'abord publié en one shot noir et blanc pour Bravo en 1943, est publié en album à l'italienne en avril 1967 par l'éditeur RTP